# Paulina Zielińska
Paulina Maria Zielińska – polska lekarka weterynarii, doktor habilitowany nauk weterynaryjnych.

## Kariera naukowa
W 2013 roku uzyskała tytuł lekarza weterynarii, nadanego przez Wydział Medycyny Weterynaryjnej Uniwersytetu Przyrodniczego we Wrocławiu. 
18 grudnia 2018 roku ukończyła studia doktoranckie na kierunku nauki weterynaryjne na Wydział Medycyny Weterynaryjnej Uniwersytetu Przyrodniczego we Wrocławiu na podstawie pracy pt. Zastosowanie laseroterapii wysokoenergetycznej w leczeniu urazów ścięgien u koni.
Od 2013 roku zatrudniona jest w Uniwersytecie Przyrodniczym we Wrocławiu.
30 stycznia 2024 roku uzyskała stopień doktora habilitowanego nauk weterynaryjnych w dyscyplinie weterynarii na Uniwersytecie Przyrodniczym we Wrocławiu na podstawie rozprawy pt. Badania nad wpływem laseroterapii wysokoenergetycznej na zdrowe tkanki aparatu ruchukonia oraz ocena efektywności jej zastosowania w leczeniu wybranych schorzeńortopedycznych koni.

## Publikacje
- 2016: Maximum eye temperature in the assessment of training in racehorses: correlations with salivary cortisol concentration, rectal temperature and heart rate.
- 2017: The influence of breed, age, gender, training level and ambient temperature on forelimb and back temperature in racehorses.

Opracowano na podstawie źródła:.